# Юрмала
Ю́рмала (латыш. Jūrmalaо файле — буквально «взморье») — город государственного значения в Латвии, крупнейший курорт на берегу Рижского залива. Население — 52 154 человека (2024 год). Расстояние от центра Юрмалы до центра Риги — 25 км.
Современный город сложился из череды курортных (исторически — рыбацких) посёлков, со временем объединённых в одно поселение. Занимает территорию Рижского взморья, которая тянется на 32 км в длину и 3 км в ширину между Рижским заливом и рекой Лиелупе.

## История

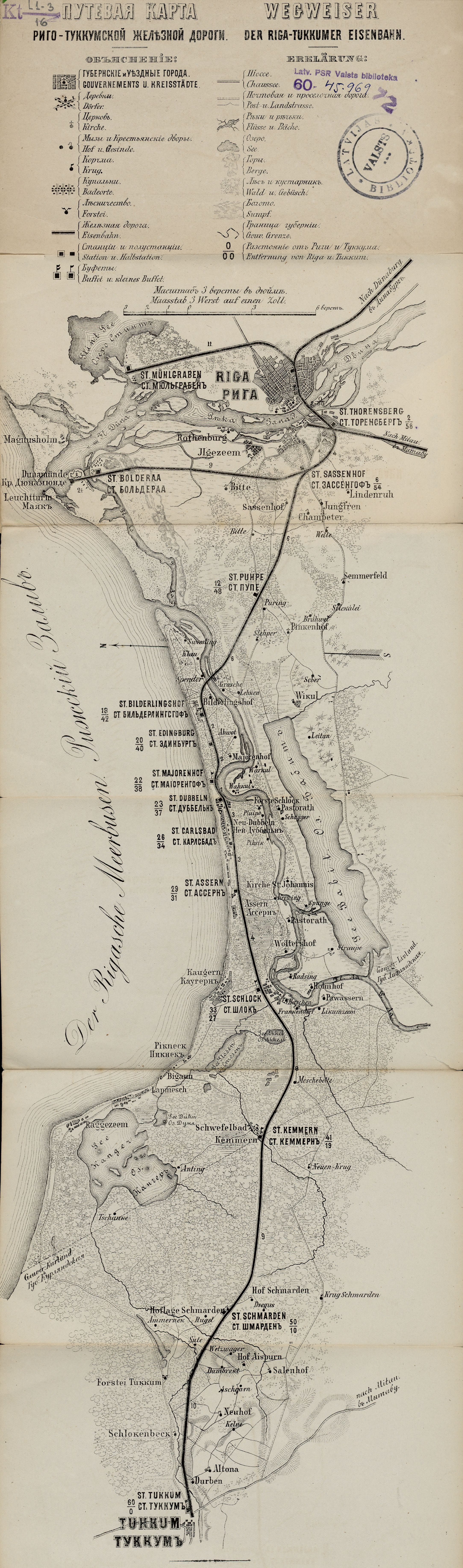
Карта Риго-Туккумской железной дороги 1879 года

Первые места для купания были организованы в Дуббельне (ныне Дубулты, административный центр современного города). Другая старая часть Юрмалы — это бывший Шлок (Слока), получивший статус местечка в 1785 году, а в 1878 году ставший самостоятельным городом. Ещё одна часть нынешней Юрмалы — Кемери (ранее Кеммерн) — стала государственным курортом Российской империи в 1838 году, после открытия там грязевых и минеральных источников.
В XIX веке следом за Дуббельном и другие рыболовецкие посёлки на нынешней территории Юрмалы также стали курортами. Их прошлые немецкие названия отличались от ныне существующих: Лиелупе носило название Буллен, Булдури — Бильдерингсгоф, Дзинтари (с 1907 года) — Эдинбург-II (название Эдинбург-I с 1907 года носил позднее слившийся с Дзинтари посёлок Авоты; эта станция существовала до 1964 года), Майори — Майоренгоф, Дубулты — Дуббельн-I, Яундубулты — Дуббельн-II, Пумпури (с 1914 года) — Карлсбад-I, Меллужи (с 1914 года) — Карлсбад-II, Асари — Ассерн-I (в 1927—1938 годах — Асари-I), Слока — Шлок, Кемери — Кеммерн. В 1927 году была открыта станция Асари-II (с 1938 года — Вайвари).
В начале существования курортов сообщение с Ригой было только конным. Регулярная паромная линия из Риги в Лиелупе открыта в 1833 году, а железнодорожная линия Рига — Дубулты — в 1843 году. Это позволило открыть в 1848 году новые места для купания в современных Дзинтари, Майори, Меллужи и Асари. Они стали ещё доступнее с открытием в 1877 году железной дороги Рига — Туккум и шоссейной дороги из Риги в 1905 году.
2 марта 1920 года правительство Латвии объединило курортные посёлки на побережье Рижского залива в город Ригас Юрмала (латыш. Rīgas Jūrmala). В начале 1946 года Юрмала вошла в состав Риги как отдельный административный район, к которому в 1949 году присоединили Приедайне.
11 ноября 1959 года Верховный Совет Латвийской ССР принял решение о создании города республиканского подчинения с названием Юрмала, который объединил бывший Юрмальский район города Риги, а также упразднённые города Слока и Кемери.
В 2000-е годы дачами и квартирами в Юрмале обзавелись многие состоятельные россияне: «Это целая колония, по существу, третья волна эмиграции. Заселились предприниматели средней руки и богатые люди, которые ищут в Латвии тихое и комфортабельное место для жизни».

## Климат
| Показатель                     | Янв.  | Фев. | Март  | Апр. | Май  | Июнь | Июль | Авг. | Сен. | Окт. | Нояб. | Дек.  | Год   |
| ------------------------------ | ----- | ---- | ----- | ---- | ---- | ---- | ---- | ---- | ---- | ---- | ----- | ----- | ----- |
| Абсолютный максимум, °C        | 10,9  | 9,6  | 16,8  | 29,0 | 32,8 | 36,8 | 37,2 | 37,2 | 28,4 | 21,0 | 12,2  | 11,6  | 37,2  |
| Средний суточный максимум, °C  | −2    | −2   | 3     | 10   | 17   | 21   | 23   | 21   | 16   | 11   | 4     | 0     | 10    |
| Средний суточный минимум, °C   | −8    | −7   | −4    | 1    | 6    | 11   | 13   | 12   | 8    | 4    | 0     | −5    | 3     |
| Абсолютный минимум, °C         | −39,3 | −37  | −27,6 | 3,8  | 3,4  | 8,3  | 9,5  | 6,7  | 2,7  | −3,8 | −29   | −31,9 | −39,3 |
| Норма осадков, мм              | 33    | 25   | 31    | 39   | 43   | 61   | 79   | 79   | 76   | 60   | 61    | 49    | 636   |
| Температура воды, °C           | 0     | 0    | 1     | 5    | 11   | 17   | 21   | 23   | 19   | 15   | 10    | 5     | 11    |
| Источник: Туристический портал |       |      |       |      |      |      |      |      |      |      |       |       |       |

## Население
По данным Центрального статистического управления Латвии (ЦСУ Латвии), в начале 2023 года численность населения города составляла 51 158 человек. При этом доля жителей старше 65 лет в структуре населения города — 22,76 % (11 643 чел.), а доля населения младше 14 лет — 15,09 % (7 721 чел.).
В 2023 году доля неграждан в составе населения Юрмалы достигала 11,89 %.
На 1 января 2015 года, по данным ЦСУ Латвии, численность населения города составляла 49 646 человек, или 57 671 человек по данным Регистра жителей.

### Этнический состав
Национальный состав населения города согласно переписям 1989 и 2011 годов и по оценке на начало 2023 года:
| Национальность        | чел. (1989) | %        | чел. (2011) | %        | чел. (2023) | %        |
| --------------------- | ----------- | -------- | ----------- | -------- | ----------- | -------- |
| всего                 | 60600       | 100,00 % | 50840       | 100,00 % | 51158       | 100,00 % |
| латыши                | 23379       | 38,58 %  | 27087       | 53,28 %  | 26478       | 51,76 %  |
| в том числе латгальцы |             |          | 1168        | 2,30 %   |             |          |
| русские               | 25503       | 42,08 %  | 17474       | 34,37 %  | 16422       | 32,10 %  |
| белорусы              | 2955        | 4,88 %   | 1781        | 3,50 %   | 1770        | 3,46 %   |
| украинцы              | 2069        | 3,41 %   | 1176        | 2,31 %   | 1546        | 3,02 %   |
| поляки                | 905         | 1,49 %   | 785         | 1,54 %   | 763         | 1,49 %   |
| литовцы               | 541         | 0,89 %   | 453         | 0,89 %   | 420         | 0,82 %   |
| евреи                 | 544         | 0,90 %   | 422         | 0,83 %   | 387         | 0,76 %   |
| цыгане                | 300         | 0,50 %   | 358         | 0,70 %   | 269         | 0,53 %   |
| другие                | 4404        | 7,27 %   | 1304        | 2,56 %   | 3103        | 6,07 %   |

### Религия
В Юрмале находятся: православные Владимирская церковь, Петропавловская церковь, церковь Казанской иконы Божией Матери (в Дзинтари), лютеранские храмы в Дубулты, Слоке и Булдури, католические храмы в Майори и в Слоке, а также несколько протестантских евангелических общин и дом молитвы Свидетелей Иеговы в Каугури. Кроме того, в Булдури расположена синагога «Бейт-Исраэль».

### Еврейская община
Еврейская община в Юрмале (преимущественно в районах Булдури, Дубулты и Майори) начала формироваться в конце XIX века. Изначально евреям разрешалось находиться в этих местах только при наличии высокого социального статуса — как купцы первой гильдии, отставные солдаты царской армии («солдаты Николая») или официально признанные «почётные граждане». Поэтому еврейское присутствие было ограничено, и молитвы по субботам и праздникам проводились в частных домах, иногда тайно.
В 1904 году в Булдури была официально основана еврейская община, а в 1906 году по инициативе сапожника Мордехая Лежика и при поддержке еврейских купцов из Риги была построена первая синагога. Со временем, особенно после провозглашения независимости Латвии и отмены ограничений, еврейское население в Юрмале значительно увеличилось. В летний сезон сюда приезжали более 13 000 отдыхающих, многие из которых были евреями. В Булдури и на побережье действовало не менее пяти синагог, включая восточную синагогу, построенную в Майори всего за три недели до начала Второй мировой войны.
Центральная синагога в Булдури была перестроена и расширена, а 14 августа 1938 года был торжественно открыт новый, величественный молитвенный дом по проекту архитектора Бориса Кляявиньша. Его стиль напоминал Большую синагогу в Тель-Авиве. В церемонии открытия участвовали раввины, общественные деятели и представители властей, в том числе главный раввин Риги Михаэль Зак и председатель еврейской общины Мордехай Дубин.
21 июля 1941 года, примерно через месяц после вторжения нацистской Германии в Советский Союз, синагога в Булдури была подожжена латышскими националистами – коллаборационистами, когда внутри находились сторож синагоги Михельсон, его жена, дети и ещё один человек. Все они погибли. Это событие зафиксировано в свидетельствах очевидцев, в том числе британки Люси Эддисон, находившейся тогда в Юрмале. Пожар считается одним из первых случаев в Латвии, когда синагога была сожжена вместе с людьми внутри – ещё до начала массовых акций в Риге.
В 2000-х годах были выдвинуты общественные инициативы по установке памятника на месте сожжённой синагоги. В 2012 году мэрия Юрмалы утвердила проект мемориального знака, разработанного скульптором Марисом Абилевым, и даже выделила участок для установки. Однако проект так и не был реализован из-за бюджетных трудностей и разногласий по поводу точного расположения памятника.
В конце августа 2018 года в районе Булдури был торжественно открыт молитвенный дом «Бейт Исраэль», основанный предпринимателем Эммануэлем Гриншпоном. Это единственная действующая синагога в городе и первая после Второй мировой войны. Раввином и одновременно председателем местной еврейской общины является Шимон Кутновски-Ляк.

## Административно-территориальное деление
Юрмала делится на 26 микрорайонов. Ниже их список:
| Название    | Население (численность) | Население (%) | Площадь (км²) |
| ----------- | ----------------------- | ------------- | ------------- |
| Асари       | 1752                    | 3,40          | 2,1           |
| Бажциемс    | 59                      | 0,11          | 3,6           |
| Бражциемс   | 202                     | 0,39          | 3,9           |
| Бранкциемс  | 81                      | 0,16          | 1,3           |
| Булдури     | 3210                    | 6,15          | 2,7           |
| Буллюциемс  | 721                     | 1,38          | 4,6           |
| Вайвари     | 866                     | 1,66          | 3,4           |
| Валтери     | 1081                    | 2,07          | 3,1           |
| Варнукрогс  | 188                     | 0,36          | 5,0           |
| Дзинтари    | 2393                    | 4,59          | 3,8           |
| Друвциемс   | 295                     | 0,57          | 1,5           |
| Дубулты     | 2901                    | 5,56          | 3,7           |
| Каугури     | 16821                   | 32,25         | 3,4           |
| Каугурциемс | 1045                    | 2,00          | 2,1           |
| Кемери      | 2014                    | 3,86          | 13,8          |
| Крастциемс  | 535                     | 1,03          | 3,6           |
| Кудра       | 85                      | 0,16          | 8,7           |
| Лиелупе     | 1597                    | 3,06          | 2,6           |
| Майори      | 4072                    | 7,81          | 2,5           |
| Меллужи     | 4110                    | 7,88          | 4,1           |
| Приедайне   | 666                     | 1,28          | 3,8           |
| Пумпури     | 659                     | 1,26          | 1,7           |
| Слока       | 5544                    | 10,63         | 4,8           |
| Стирнурагс  | 125                     | 0,24          | 1,5           |
| Яундубулты  | 677                     | 1,3           | 1,3           |
| Яункемери   | 58                      | 0,11          | 8,3           |

## Транспорт
Через Юрмалу проходит электрифицированная железнодорожная линия Торнякалнс — Тукумс II. 14 станций и остановочных пунктов на этой линии находятся в черте города Юрмалы (по сути электропоезд является регулярным внутригородским транспортом):
- Приедайне (станция),
- Лиелупе (платформа),
- Булдури (платформа),
- Дзинтари (платформа),
- Майори (платформа),
- Дубулты (станция),
- Яундубулты (платформа),
- Пумпури (платформа),
- Меллужи (платформа),
- Асари (платформа),
- Вайвари (платформа),
- Слока (станция),
- Кудра (платформа),
- Кемери (станция).

Также в Юрмале имеется семь маршрутов городских автобусов и две линии маршрутного такси из Риги до Слоки и Яункемери.

## Достопримечательности

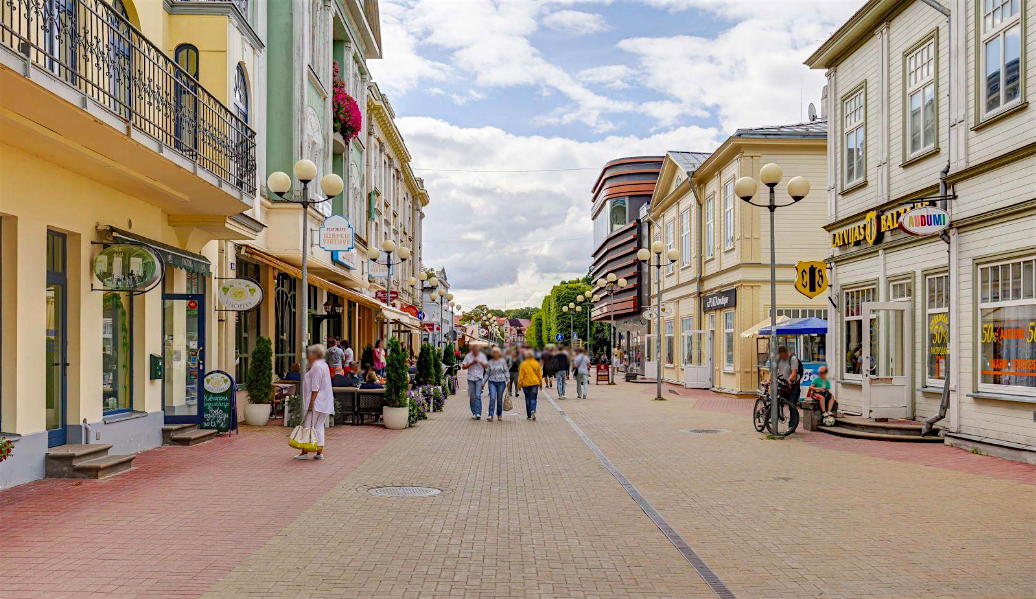
Пешеходная улица Йомас

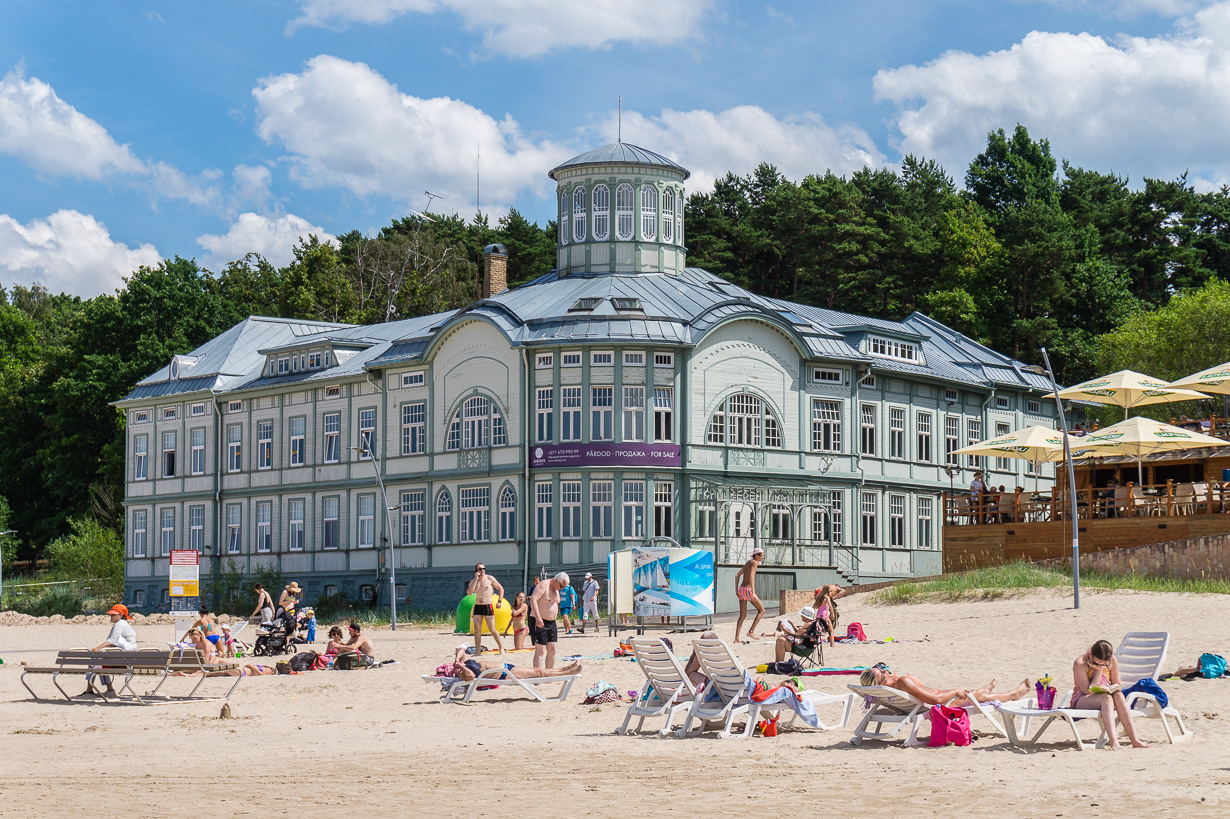
Здание курортной поликлиники

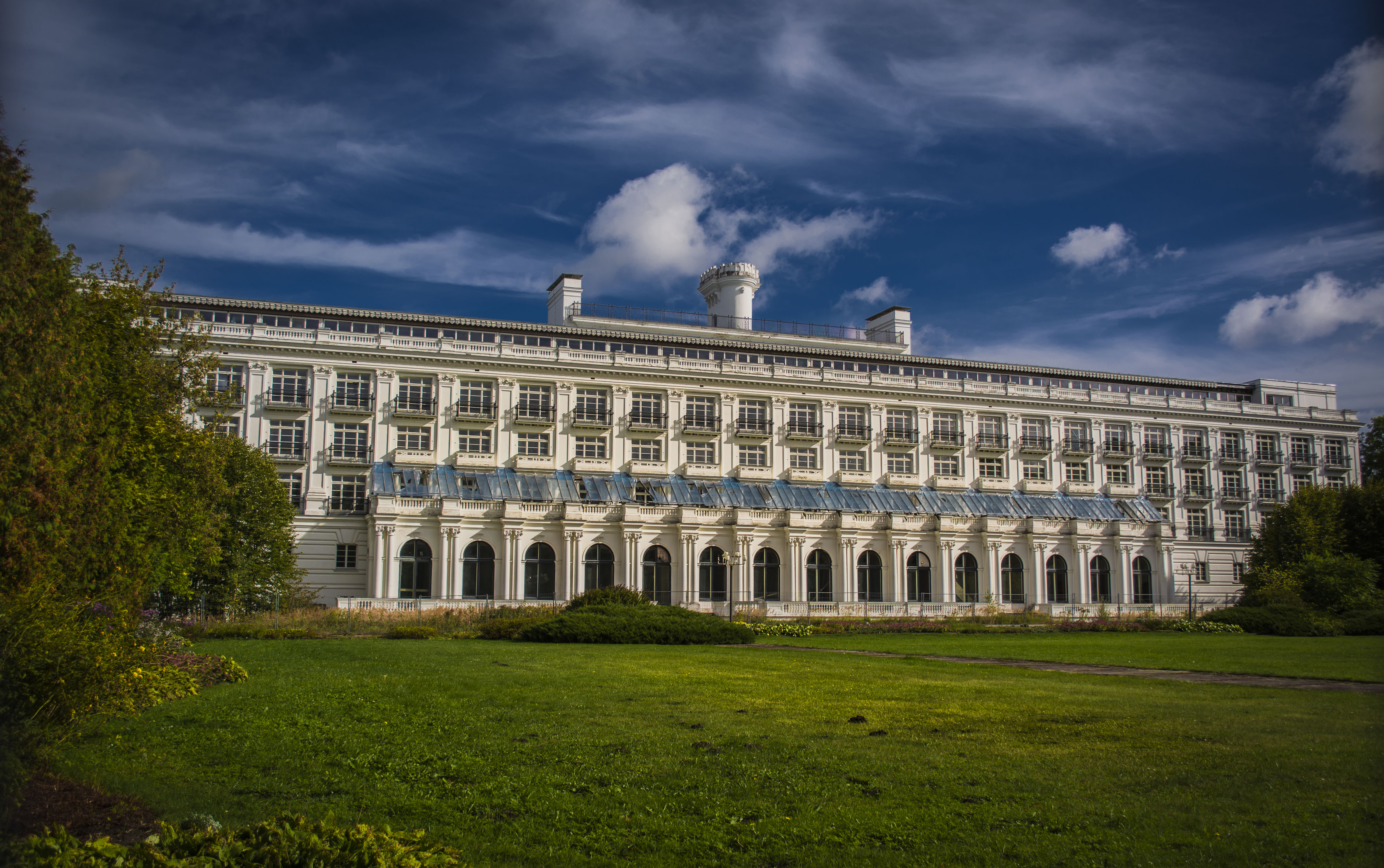
Кемери Отель

- Одна из двух резиденций президента Латвии
- Дача Брежнева (Государственная дача № 2) — музей[24]
- Дача-музей Райниса и его жены поэтессы Аспазии
- Национальный парк «Кемери»
- Городской музей
- Юрмальский музей под открытым небом
- Пешеходная улица Йомас
- Пляж протяжённостью 26 км
- Теннисный центр Lielupe[25]

## Туризм и фестивали
Концертный зал «Дзинтари» построен в 1936 году по проекту архитекторов Виктора Мелленбергса и Александра Бирзениекса. Концертом-открытием 25 июля 1936 года стало выступление Латвийского симфонического оркестра радио под управлением дирижёра Леонидса Вигнерса.
В Юрмале проводились концерты и юмористические фестивали. Так, в 1986—1993 годах в Юрмале проводился всесоюзный конкурс молодых исполнителей, после распада СССР переместившийся в Ялту. В 2002 году ему на смену пришёл конкурс «Новая волна» под патронажем Игоря Крутого. В 2000-е годы здесь проходили фестиваль «Неделя высокого юмора» от Comedy Club, музыкальный фестиваль КВН, выступления «Аншлага» и другие концерты и фестивали.
С 2015 года, в связи с введением Латвией запрета на въезд некоторых российских исполнителей, поддержавших политику России в отношении Украины, большинство русскоязычных фестивалей перенесли из Юрмалы на территорию России.
«Дзинтари» — одна из основных концертных площадок в Латвии. Ежегодно здесь проводятся десятки концертов классической, эстрадной музыки, джаза, а также фестивали Laima Rendezvous (организован певицей Лаймой Вайкуле), джазовый фестиваль Summer time, Kremerata Baltica, «Юрмальский фестиваль» классической музыки.

## Известные люди
- См. Категория:Персоналии:Юрмала

## Города-побратимы[28]
- Анадия, Португалия
- Эскильстуна, Швеция
- Евле, Швеция
- Кабур, Франция
- Террачина, Италия
- Казань, Россия
- Паланга, Литва
- Пярну, Эстония
- Пиетарсаари, Финляндия
- Алушта, Россия/Украина[29][30]
- Туркменбаши, Туркменистан (2013)
- Самарканд, Узбекистан
- Шэньян, Китай
- Ашдод, Израиль